# Josh Edgin
Joshua Wayne Edgin (Lewistown, 17 dicembre 1986) è un ex giocatore di baseball statunitense.

## Minor League (MiLB)
Edgin venne selezionato al 30º giro del draft amatoriale del 2010 come 902ª scelta dai Mets. Nel 2010 giocò con due squadre finendo con nessuna vittoria e una sconfitta, 2.60 di ERA, 3 salvezze e .235 alla battuta contro di lui in 20 partite (34.2 inning). Nel 2011 giocò con due squadre finendo con 3 vittorie e una sconfitta, 1.50 di ERA, 27 salvezze e .189 alla battuta contro di lui in 49 partite (66.0 inning).
Nel 2012 giocò con due squadre finendo con 3 vittorie e 2 sconfitte, 3.53 di ERA, 3 salvezze e .236 alla battuta contro di lui in 41 partite (43.1 inning) . Nel 2013 giocò con due squadre finendo con 2 vittorie e nessuna sconfitta, 6.75 di ERA e .316 alla battuta contro di lui in 16 partite (18.2 inning). 
Nel 2014 giocò a livello AAA con i Las Vegas 51s nella Pacific Coast League "PCL" finendo con 3 vittorie e nessuna sconfitta, 4.97 di ERA, 2 salvezze e .327 alla battuta contro di lui in 17 partite (12.2 inning). Nel 2016 giocò con due squadre finendo con 2 vittorie e altrettante sconfitte, 3.11 di ERA, 2 salvezze e .270 alla battuta contro di lui in 43 partite di cui 3 da partente (37.2 inning).

## Major League (MLB)

### New York Mets (2012-2017)
Debuttò nella MLB il 13 luglio 2012 contro gli Atlanta Braves. Giocò 34 partite chiudendo con una vittoria e 2 sconfitte, 4.56 di ERA, nessuna salvezza su 2 opportunità e .204 alla battuta contro di lui (25.2 inning).
Il 30 luglio 2013 venne messo sulla lista infortuni a causa di una frattura da stress nel lato sinistro dell'ottava costola. Terminò la stagione con una vittoria e una sconfitta, 3.77 di ERA, una salvezza su 2 opportunità e .243 alla battuta contro di lui in 34 partite (28.2 inning).
Il 27 marzo 2015 venne messo sulla lista infortuni dei (15 giorni) per recuperare dal Tommy John surgery, il 6 aprile venne spostato sulla lista dei (60 giorni) terminando la stagione regolare. Il 15 gennaio 2016 firmò un annuale per 625.000$ in arbitrariato, il 2 agosto 2016 venne richiamato dai 51s della "PCL", per poi esser nuovamente opzionato e rimandato nelle Minor il 19 dello stesso mese. Infine il 6 settembre venne nuovamente richiamato. Chiuse la stagione con una vittoria e nessuna sconfitta, 5.23 di ERA, una salvezza su 5 opportunità e .270 alla battuta contro di lui in 16 partite (10.1 inning), lanciando prevalentemente una four-seam fastball con una media di 90,96 mph.
Il 13 gennaio 2017 firmò un annuale in arbitrariato. Il 30 luglio venne tagliato dalla rosa dei Mets, e tre giorni più tardi fu assegnato ai Las Vegas 51s. Divenne free agent il 4 ottobre.

### Baltimore Orioles (2018)
Il 28 novembre 2017 firmò un contratto con i Baltimore Orioles. Venne svincolato dalla franchigia il 18 maggio 2018.

### Washington Nationals e ritiro (2018-2019)
Il 23 maggio 2018, Edgin firmò un contratto di minor league con i Washington Nationals. Annunciò il ritiro dal baseball il 29 gennaio 2019, quando era ancora sotto contratto.

## Palmarès
- (1) MiLB.com Organization All-Star (2011)
- (1) Mid-Season All-Star della South Atlantic League "SAL" (2011)